# Comuna Ciuperceni, Gorj
Ciuperceni este o comună în județul Gorj, Oltenia, România, formată din satele Boboiești, Ciuperceni (reședința), Peșteana-Vulcan, Priporu, Strâmba-Vulcan, Vârtopu și Zorzila.

## Așezare
Localitatea este poziționată pe albia râului Tismana, în partea central-vestică a județului. Distanța comunei față de reședința de județ, Târgu Jiu, este de 25 de km, și se învecinează cu comuna Godinești - la nord, cu comuna Mătăsari și orașul Motru - la sud, cu comuna Câlnic - la est și cu comuna Glogova. Comuna este tranversată de DN67, ce o leagă de Târgu Jiu, Motru și Drobeta Turnu Severin, de DJ672, ce o leagă de comunele Godinești și Peștișani și de DJ673A, ce o leagă de comuna Mătăsari, comuna Bolboși și de orașul Turceni. Drumurile centrale 103, 104, 105 și 106, asigură legătura dintre satul de reședință cu același nume, cu satele care alcătuiesc comuna.

## Demografie
Componența etnică a comunei Ciuperceni
     Români (91,69%)
     Alte etnii (0,2%)
     Necunoscută (8,12%)
Componența confesională a comunei Ciuperceni
     Ortodocși (91,3%)
     Alte religii (0,26%)
     Necunoscută (8,44%)
Conform recensământului efectuat în 2021, populația comunei Ciuperceni se ridică la 1.528 de locuitori, în scădere față de recensământul anterior din 2011, când fuseseră înregistrați 1.596 de locuitori. Majoritatea locuitorilor sunt români (91,69%), iar pentru 8,12% nu se cunoaște apartenența etnică. Din punct de vedere confesional, majoritatea locuitorilor sunt ortodocși (91,3%), iar pentru 8,44% nu se cunoaște apartenența confesională.
Primarul localitații este Dumitru Taloi-PNL.

## Istorie
La sfârșitul secolului al XIX-lea, comuna făcea parte din plasa Ocolu a județului Gorj și era alcătuită din satele Ciuperceni, Fometești, Priporul, Vâlceaua și Didilești, cu o populație de 1594 de locuitori (dintre care 5 familii erau de rromi). În comună funcționa o școală mixtă frecventată de 44 de elevi și o biserică. La acea vreme, pe teritoriul actual al comunei, în aceiași plasă, funcționa și comuna Vârtopu. Comuna Vârtopu era alcătuită doar din satul de reședință cu același nume, și cu o populație de 471 de locuitori., iar comuna 
În 1925, se înființează comuna Peșteana-Vulcan, iar comuna Vârtopu este transferată aceleiași comune, în timp ce satul Didilești a fost transferat comunei Câlnic. Satul Vâlceaua a fost desființat până în 1931, dar nu a mai fost mutat la comuna Ciuperceni sau Peșteana-Vulcan. Astfel, Anuarul Socec consemnează comuna Ciuperceni în plasa Brădiceni a aceluiași județ, cu o populație de 2008 de locuitori (în satele Ciuperceni, Priporu, Strâmba, Fometești, Văianu, Vișoru și Zorzila), iar comuna Peșteana-Vulcan este consemnată în aceiași plasă, cu o populație de 1600 de locuitori, în satele Vârtopu, Peșteana-Vulcan, Băbești și în cătunul Gura-Bujoreasca.
În 1931, comuna Ciuperceni era alcătuită din satele Ciuperceni, Fometești, Priporu, Văianu, Vișoi și Zorzila, iar comuna Peșteana-Vulcan era împărțită în satele Boboiești, Peșteana-Vulcan, Vârtopu și Gura-Bujorăscu. În același an, apare și satul Strâmba-Vulcan, pe teritoriul comunei Căpreni.
În anul 1950, comunele au fost arondate raionului Târgu Jiu a regiunii Gorj, raion care doi ani mai târziu a fost arondat regiunii Craiova, și apoi (după 1960), regiunii Oltenia. În anul 1964, satul Fometești primește numele de Ciupercenii de Sus.
În anul 1968, comuna a fost transferată la județul Gorj, căpătând actuala structură, iar comuna Peșteana-Vulcan a fost desființată, iar satele ei au fost incluse în comuna Ciuperceni. Tot atunci, satul Gura-Bujorăscu este desființat și contopit cu satul Vârtopu, iar satele Văianu, Vișoi și  Ciupercenii de Sus au fost contopite cu satul Ciuperceni, comuna primind și satul Strâmba-Vulcan (fost, în comuna Căpreni).

## Monumente istorice

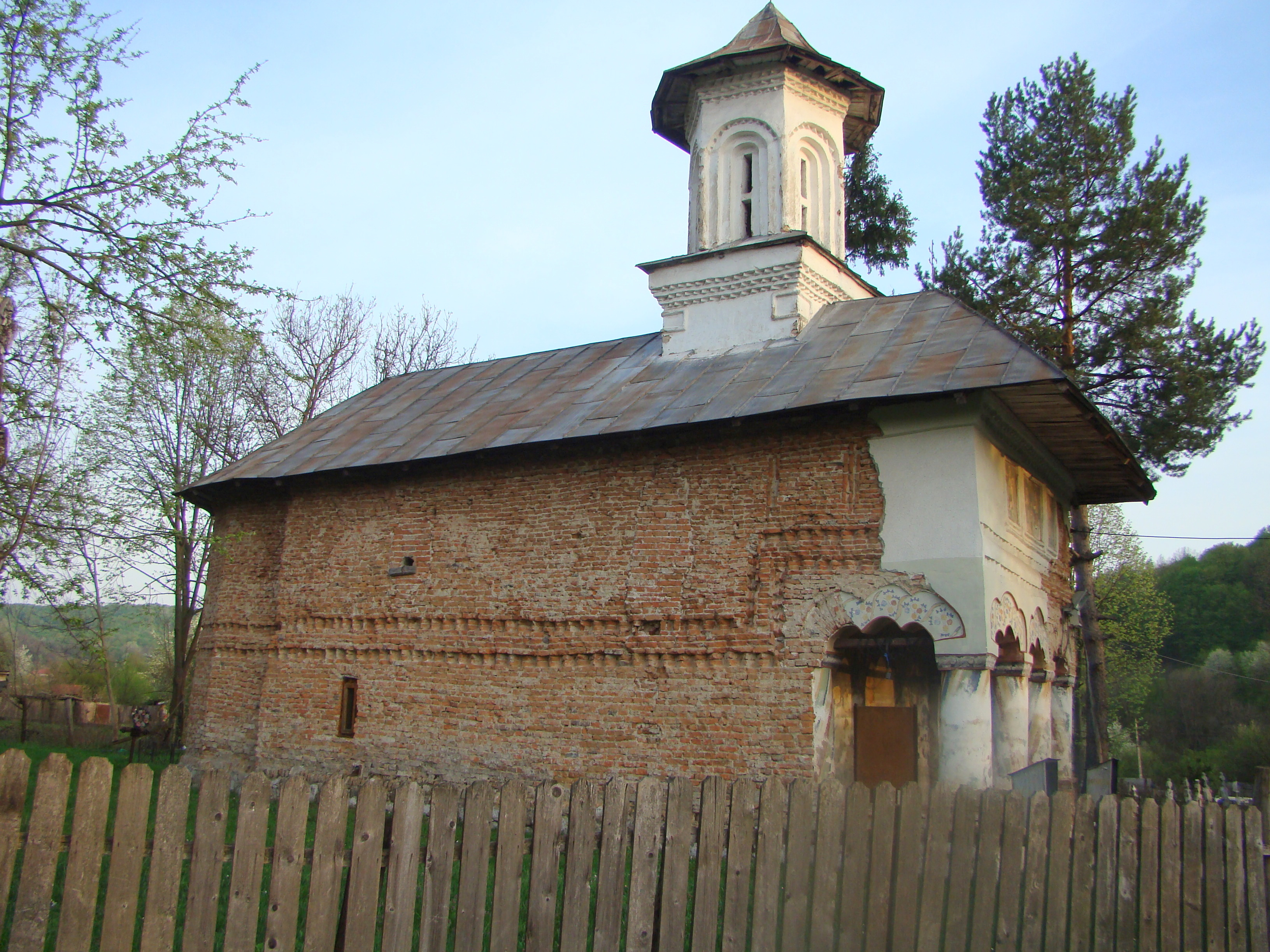
Biserica Sfântul Vasile din Strâmba-Vulcan, una dintre monumentele istorice de interes local din comuna Ciuperceni

Trei monumente istorice din comuna Ciuperceni sunt incluse în lista monumentelor istorice din județul Gorj. Prima este Biserica de lemn din Ciuperceni cu hramul "Cuvioasei Paraschiva", cu datare din anii 1736-1737.
Următoarele două se află în satele Priporu, respectiv Strâmba-Vulcan. Cea din satul Priporu este Casa de lemn a Mariei Stoican, cu datare din secolul al XIX-lea, iar cea din satul Strâmba-Vulcan este Biserica "Sfântul Vasile", cu datare din anul 1824.

## Politică și administrație
Comuna Ciuperceni este administrată de un primar și un consiliu local compus din 9 consilieri. Primarul, Matei-Claudiu Dragotă[*], de la Partidul Național Liberal, este în funcție din 1 noiembrie 2024. Începând cu alegerile locale din 2024, consiliul local are următoarea componență pe partide politice:
|  | Partid                    | Consilieri | Componența Consiliului | Componența Consiliului | Componența Consiliului | Componența Consiliului |
|  | ------------------------- | ---------- | ---------------------- | ---------------------- | ---------------------- | ---------------------- |
|  | Partidul Social Democrat  | 4          |                        |                        |                        |                        |
|  | Partidul Național Liberal | 4          |                        |                        |                        |                        |
|  | Forța Dreptei             | 1          |                        |                        |                        |                        |

## Vezi și
- Biserica de lemn din Ciuperceni
- Biserica de lemn din Ciuperceni de Sus
- Biserica Sfântul Vasile din Strâmba-Vulcan